# Bangotantekabaia
Bangotantekabaia ist ein Ort im Südosten des Abemama-Atolls in den zum Inselstaat Kiribati gehörenden Gilbertinseln im Pazifischen Ozean. 2020 hatte der Ort 525 Einwohner.

## Geographie
Bangotantekabaia befindet sich auf der langgestreckten Hauptinsel des Atolls Abemama, die dessen östlichen Riffsaum bildet. Der Ort liegt zwischen Tebanga im Süden und Kariatebike im Norden.

## Klima
Das Klima ist tropisch heiß, wird jedoch von ständig wehenden Winden gemäßigt. Ebenso wie die anderen Orte des Abemama-Atolls wird Bangotantekabaia gelegentlich von Zyklonen heimgesucht.